# INCA Internet
INCA Internet este o companie de securitate IT, cunoscută sub numele de nProtect. INCA Internet a fost fondată în 2000 de Young Heum Joo, CEO și președinte al INCA Internet. Oferă antiviruși, programe spion și securitate corporativă unificată. Sediul central al companiei este în Seul, Republica Coreea. 